# 1010 Marlene
1010 Marlene è un asteroide della fascia principale del diametro medio di circa 43,47 km. Scoperto nel 1923, presenta un'orbita caratterizzata da un semiasse maggiore pari a 2,9353449 UA e da un'eccentricità di 0,1017187, inclinata di 3,90929° rispetto all'eclittica.
Il suo nome è in onore dell'attrice tedesca Marlene Dietrich.